# 서일본 여객철도 681계 전동차
681계 전동차(일본어: JR西日本681系電車)는 서일본 여객철도(JR 서일본)와 호쿠에쓰 급행의 교직 양용 특급형 차량이다.

## 개요
게이한신과 호쿠리쿠 지방을 잇는 특급 '라이쵸'와 '슈퍼 라이쵸'는 485계가 사용되어 왔지만, 고속도로 망의 정비가 진행되면서 소요시간 단축과 보다 높은 서비스를 제공할 수 있도록 제조된 것이 본 계열이다. 큐슈여객철도(JR 큐슈)의 783계 '하이퍼 살롱'을 효시로 국철 분할 민영화 이후 속속 신형 특급 차량을 도입하는 가운데 JR 서일본은 최후발이지만 1992년 7월 양산 선행 시작 편성이 등장했다.
투입 당시 호쿠리쿠 신칸센은 일부 구간(이토이가와역 - 우오즈역간, 이스루기역 - 가나자와역간)을 슈퍼 특급 방식으로 착공하고 있었기 때문에 본 계열은 장래적으로 이 신선으로 고속 주행하는 것을 목적으로 최고 속도는 160km/h로 설계되었다. 그 후 이 구간에서도 전선 풀규격으로 변경했으나, 호쿠호쿠 선에서의 160km/h 운행으로 이 설계는 활용되고 있다.
JR 서일본의 차량은 가와사키 중공업·긴키 차량·히타치 제작소, 호쿠에쓰 급행 소속 차량은 니가타 철공소의 4개 회사가 제조했다. 1997년까지 JR 서일본·호쿠에쓰 급행 두 회사 합계 102량을 생산했고, 그 후 증비는 비용 절감과 성능 향상을 도모한 683계로 이행되었다.
덧붙여 철도 종합 기술 연구소(철도 총연)에 의한 재래선의 140km/h화의 비상제동 시험에서 본 계열이 사용되었다.
또한 운전실에는 223계, 207계, 281계와 같은 디지털 계기판을 갖추었다

## 구조

### 차체
차체는 보통강재이다. 선두 차량의 형상에는 편성간 이동이 고려된 관통형과 비관통형이 존재한다. 측면 창은 연속창 구조이다.
안정된 고속 주행과 곡선 통과 성능의 향상을 목표로 한 저중심 설계가 이루어져 곡선 통과 성능은 반경 200m 이상에서 제한속도+15km/h, 400m 이상으로 제한속도+20km/h, 600m 이상 제한속도+25km/h로 초기의 자연 진자식 차량인 381계에 필적한다.
열차 종별·행선 표시기는 221계 이후 표준인 열차 종별 표시부가 막(롤지)식, 행선 표시부는 LED식이다. 각 승강문 옆에는 LED식의 호차 번호 표시와 좌석 종별 표시기가 설치되어 있다.

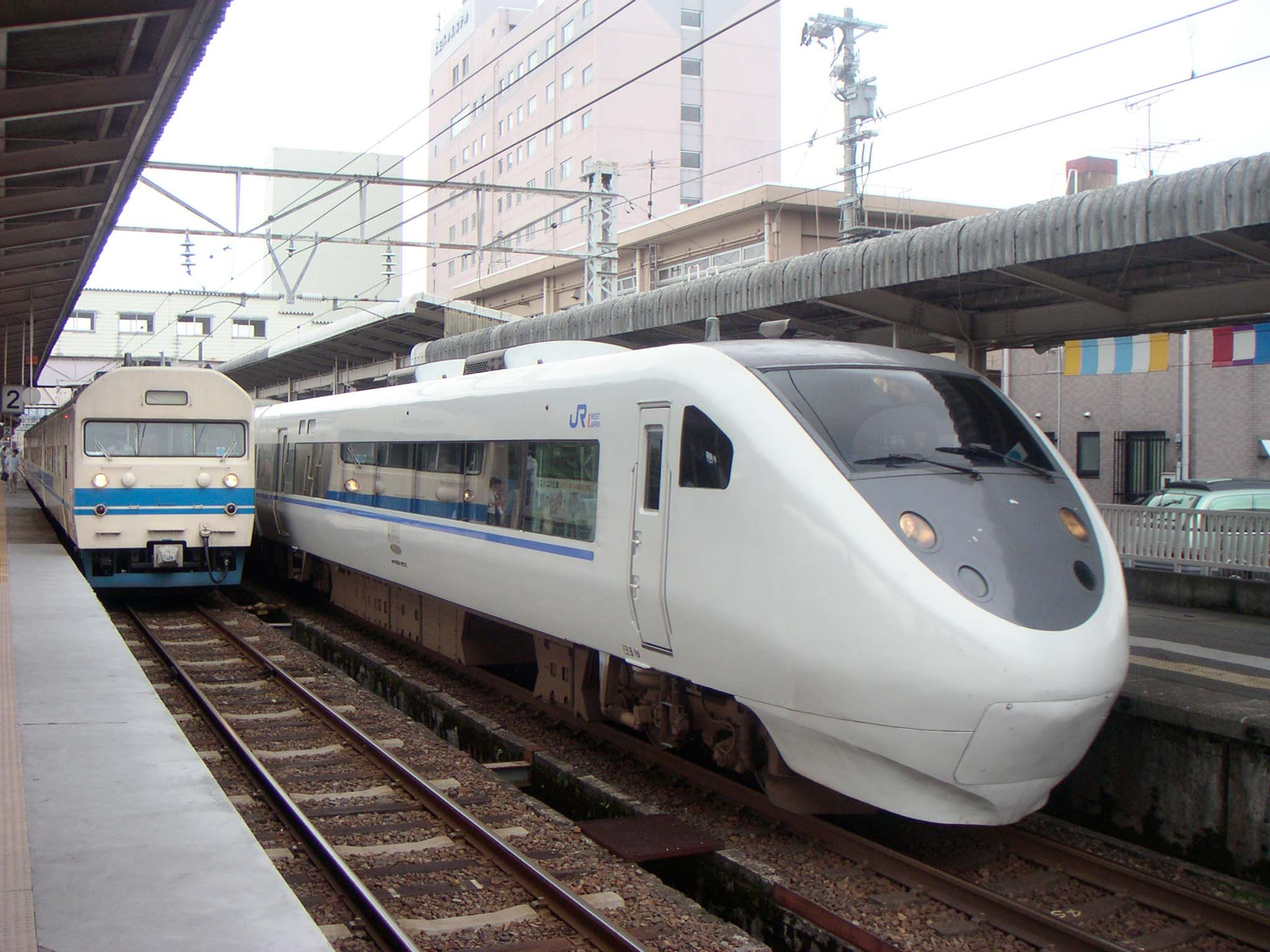
비관통형 선두차(0번대)
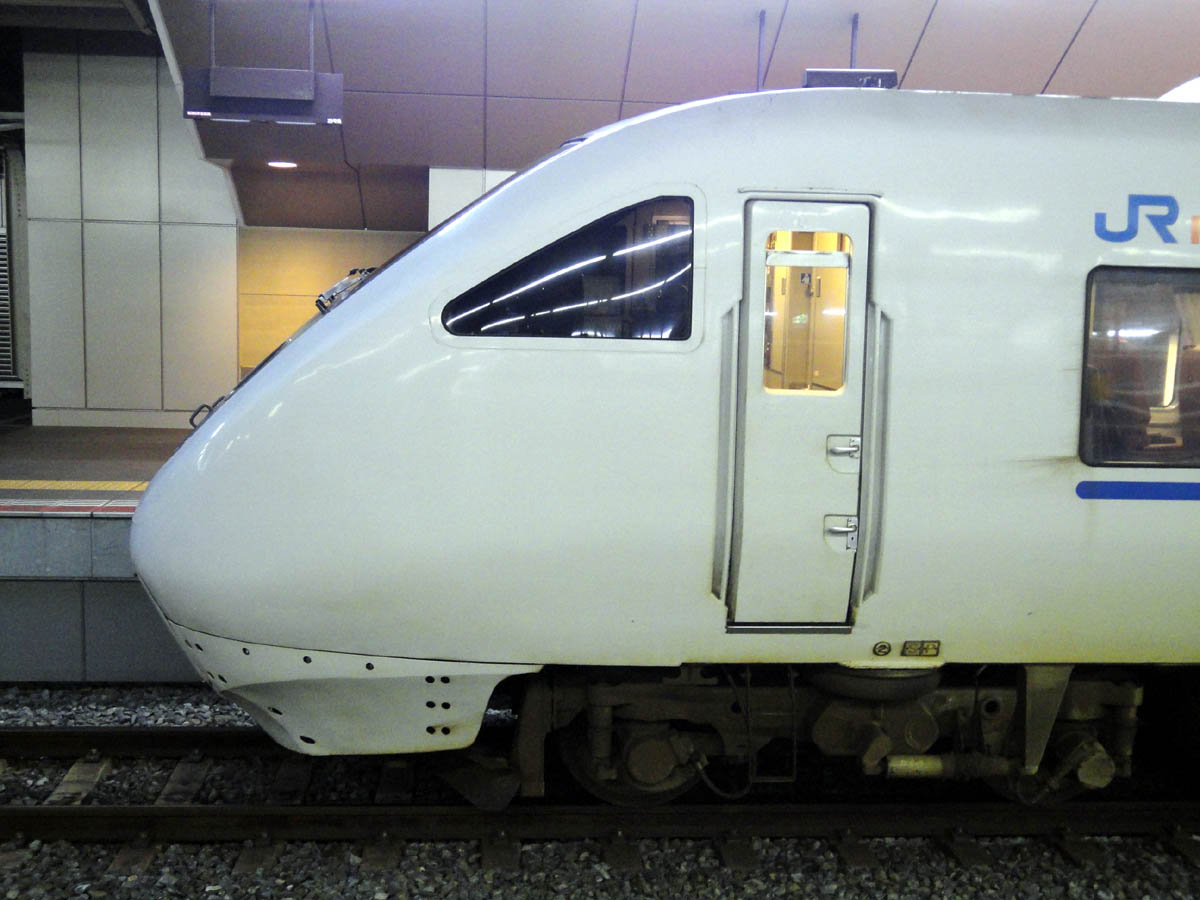
비관통형 선두차(1000번대). 승무원실측 창의 형상이 0번대와 다르다.
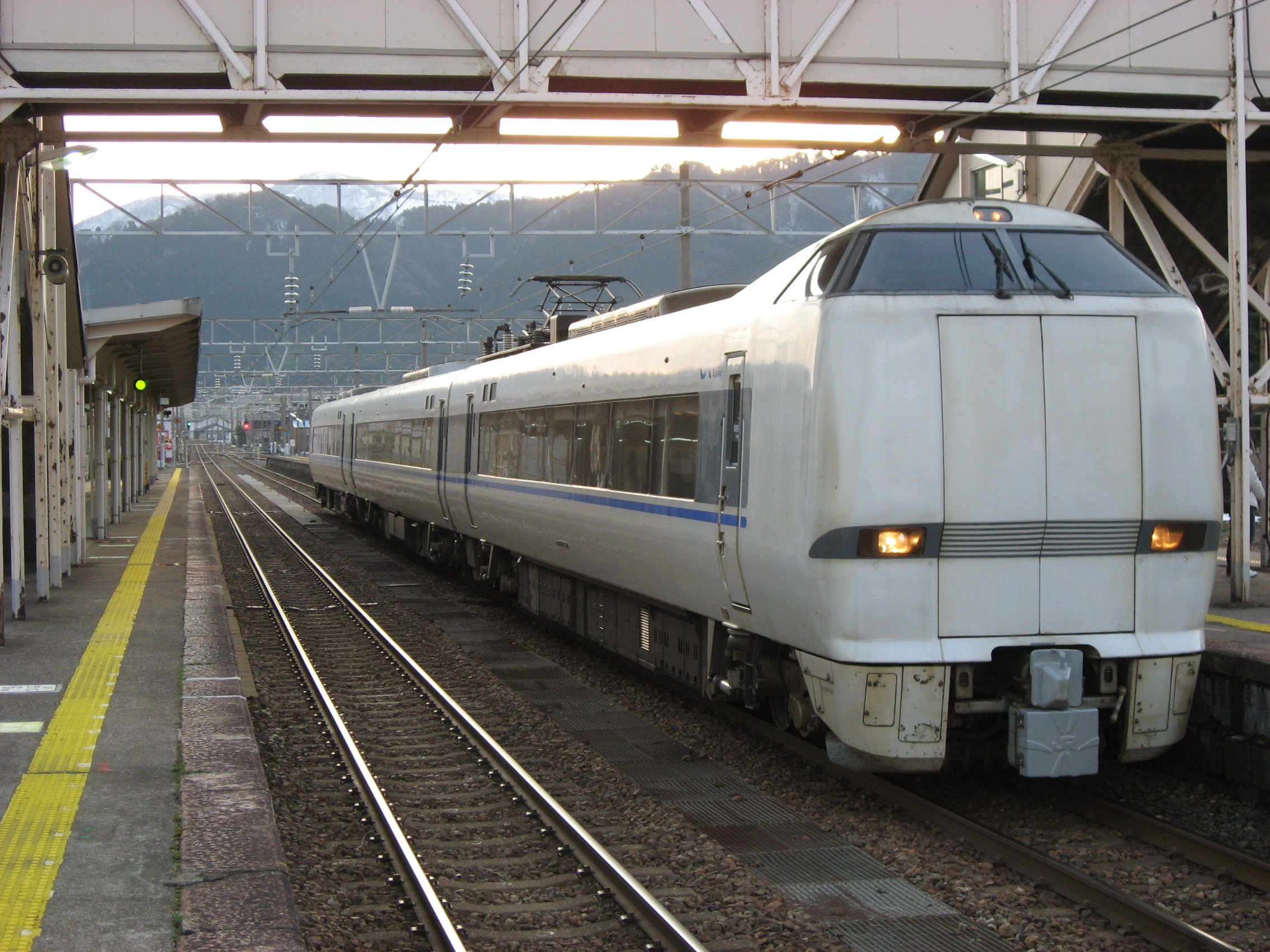
관통형 선두차
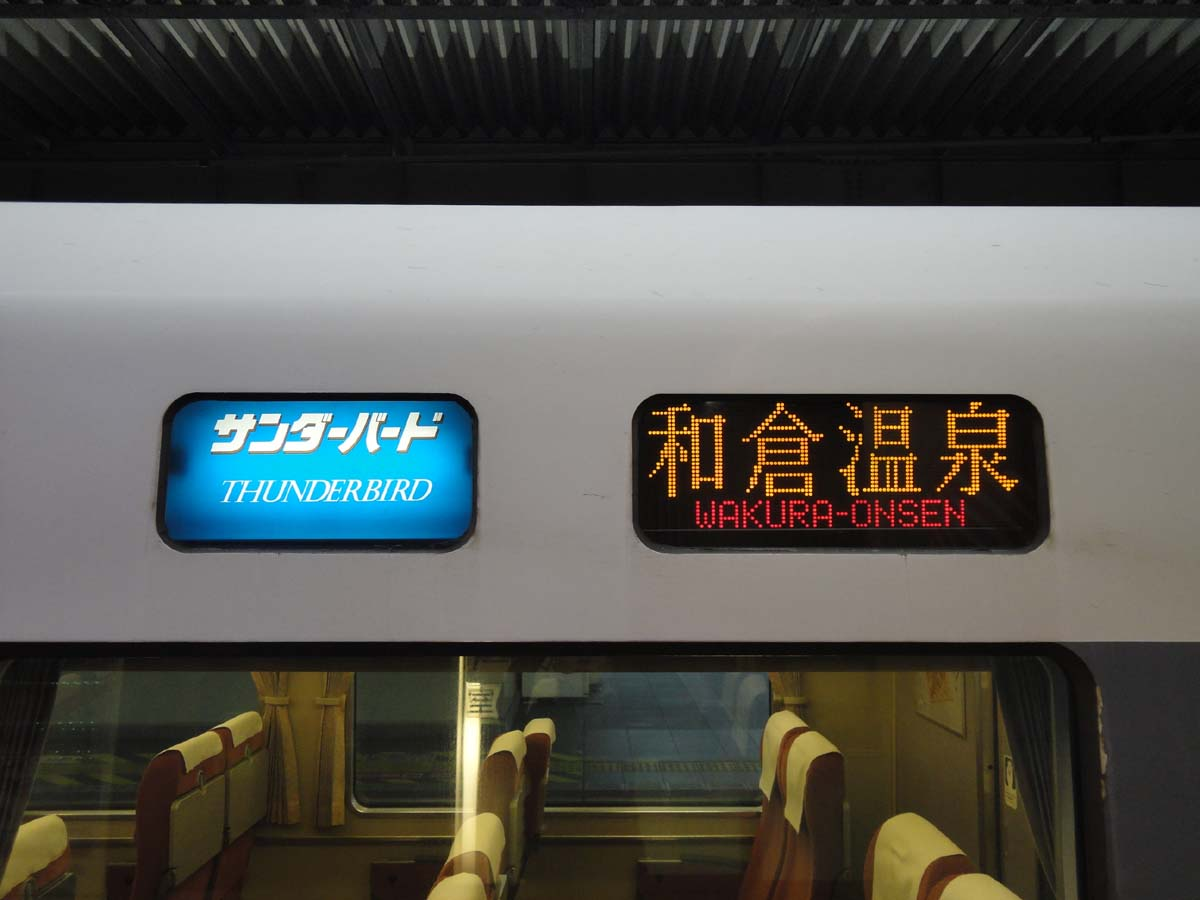
열차 종별·행선 표시기

### 주요기기

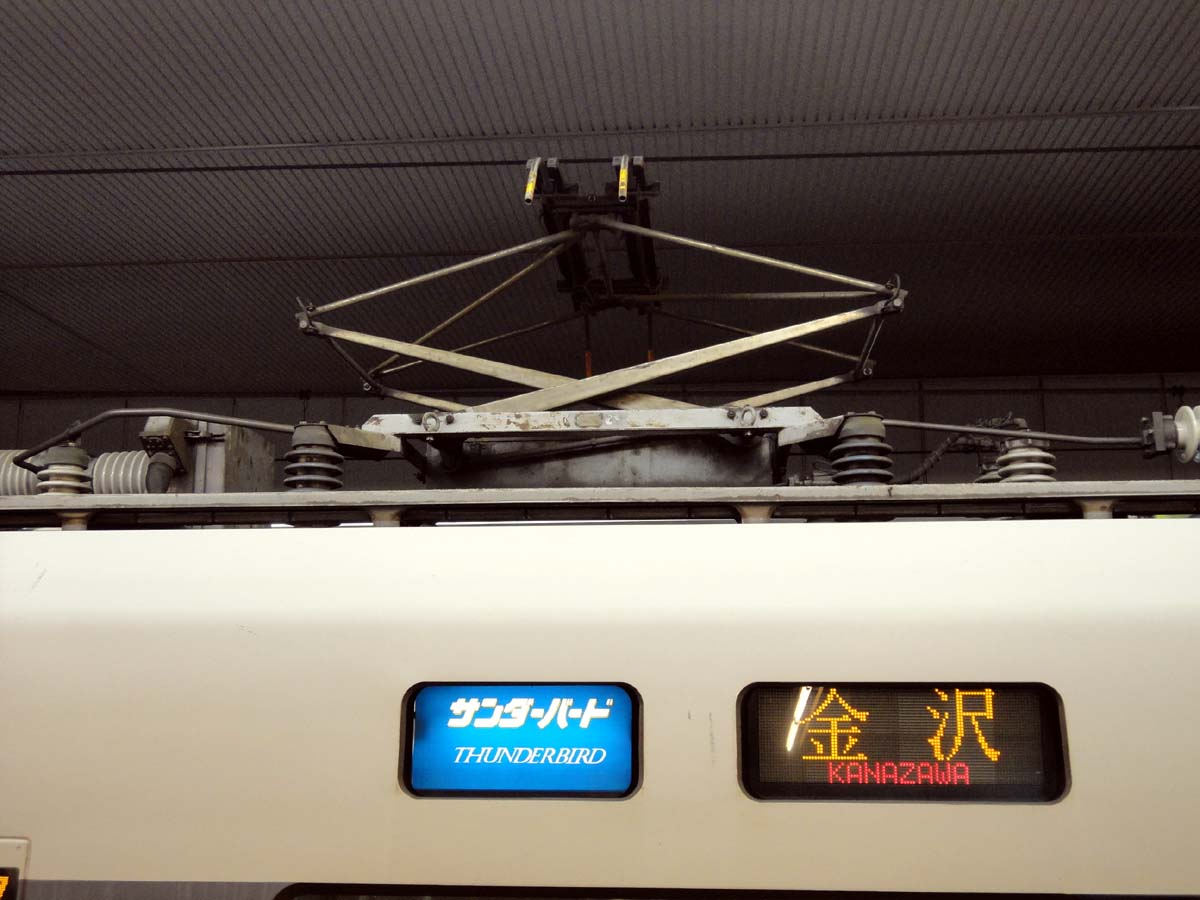
하부 교차식 팬터 그래프 WPS27D

양산 선행 시작차에서는 전동차(M)에 VVVF 인버터와 보조 전원 장치, 부수차(Tp, T)에 집전 장치, 변압기•정류기와 공기 압축기를 분산 탑재하고 M-Tp-T의 3량 1유닛으로 구성되어 있었지만, 양산차에서는 M-Tp의 2량 1유닛과 동력 관련 장비의 탑재가 없는 순수한 부수차로 고치는 편성의 자유도가 컸다. 이에 따라 전동차는 직류 전동차와 기기의 공통화가 쉬워지고 보수성도 특고압 기기와 고저압 기기의 혼재에 의한 트러블 방지의 장점이 있다. 그와 함께 유닛을 조성하지 않는 부수차(T)를 조성하는 것으로 편성을 구성하고 있다.
주변압기(WTM26)는 강제풍압을 채용하고 1,400kVA 용량을 갖추고 있다.
주정류기(WRS103)는 207계 1000번대, 223계 0번대, 281계와 동일한 방식의 도시바제 사이리스터 위상제어 변환기가 사용되고 VVVF 인버터(WPC6)는 GTO 사이리스터 소자를 사용한 PWM인버터이다. 인버터 1기로 1대의 농형 3상 유도전동기를 제어하는 1C1M 제어 방식이 채용되고 있다.
보조 전원 장치(WSC33)은 150kVA 용량을 가진 정지형 인버터이다. 공기 압축기(WMH3096-WTC1500)는 코마츠제 왕복 단동 2단식 수평 대향 4기통이 탑재되고 있다.
절연 구간 통과시에는 운전석의 교직 전환 스위치를 조작하는 것으로 주회로가 바뀐다. 차내 조명은 직류 전원 방식으로 절연 구간 통과시에는 축전지로부터의 공급으로 바뀌기 때문에 기본적으로 소등하지 않는다.
집전 장치는 221계나 207계와 마찬가지로 하부 교차식 팬터 그래프(WPS27C)가 채용되고 있다.
대차는 축침식의 볼스터레스 대차 WDT300(동력차)·WTR300(부수차)로, 차륜 지름은 860mm, 축간거리는 2,100mm이다. 160km/h 주행에 대응하기 위해 제동 장치가 강화되고 있으며 WDT300은 캘리퍼식 디스크 제동, WTR300은 답면제동과 1차축당 2장의 디스크 제동이 장착되어 있다. 고속 주행시의 안정성을 확보하기 위해 요댐퍼와 안티 롤링 장치가 갖춰져 있다.
지붕상에는 공조 기기가 탑재되어 양산차는 집중식의 WAU704가 1기와 유닛을 짜지 않고 교류 관계의 기기를 탑재하지 않은 차량(쿠로 681형·쿠하 681형·사하 681형)에는 압축기와 에바포레이터를 분리한 분리 방식의 WAU303이 2기 탑재되고 있다. 냉방 능력은 1량당 36,000kcal/h로 공통이다. 양산 선행 시작 차는 분리형 WAU302로, 2기 탑재되고 있다.
뮤직 호른은 선율을 연주하는 형태를 탑재하고, 본계열 이후의 JR 서일본 특급형 전동차에도 채용되었다.

### 객실
3량에 2량의 비율(편성 중의 부수차)로 화장실 세면소가 설치되어 그 중 편성중의 1군데는 휠체어에 대응한 것이다. 객실 양끝에는 8색 플라스마 디스플레이식 차내 안내 표시 장치가 설치되어 있지만 노후화 등으로 2007년경부터 683계와 같은 LED식으로의 교체가 진행되고 있다.
보통차의 좌석은 통로를 끼고 옆 2+2의 4열 배열로 배치되어 있으며, 팔걸이 내장 테이블, 시트백 테이블이 갖추어진 좌석 시트이다. 시트 피치는 970mm로 좌석 모켓의 색은 홀수호차는 사몬 핑크, 짝수호차는 회색 블루로 나뉜다.
그린차의 좌석은 통로를 끼고 옆 2+1의 3열 배열로 좌석 시트가 배치되어 있다. 시트 피치는 1,160mm로 팔걸이 내장 테이블 및 풋레스트를 구비하고 있다.

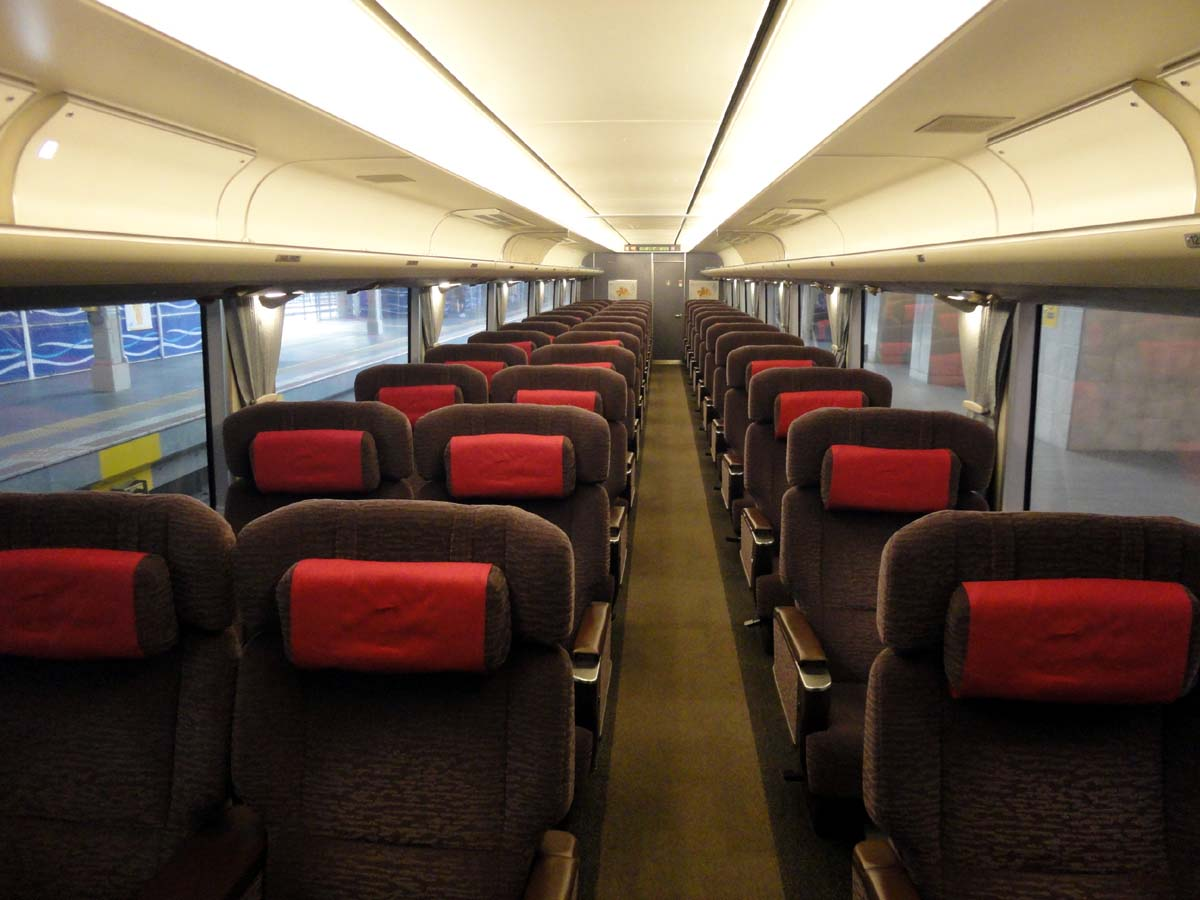
그린차 내부
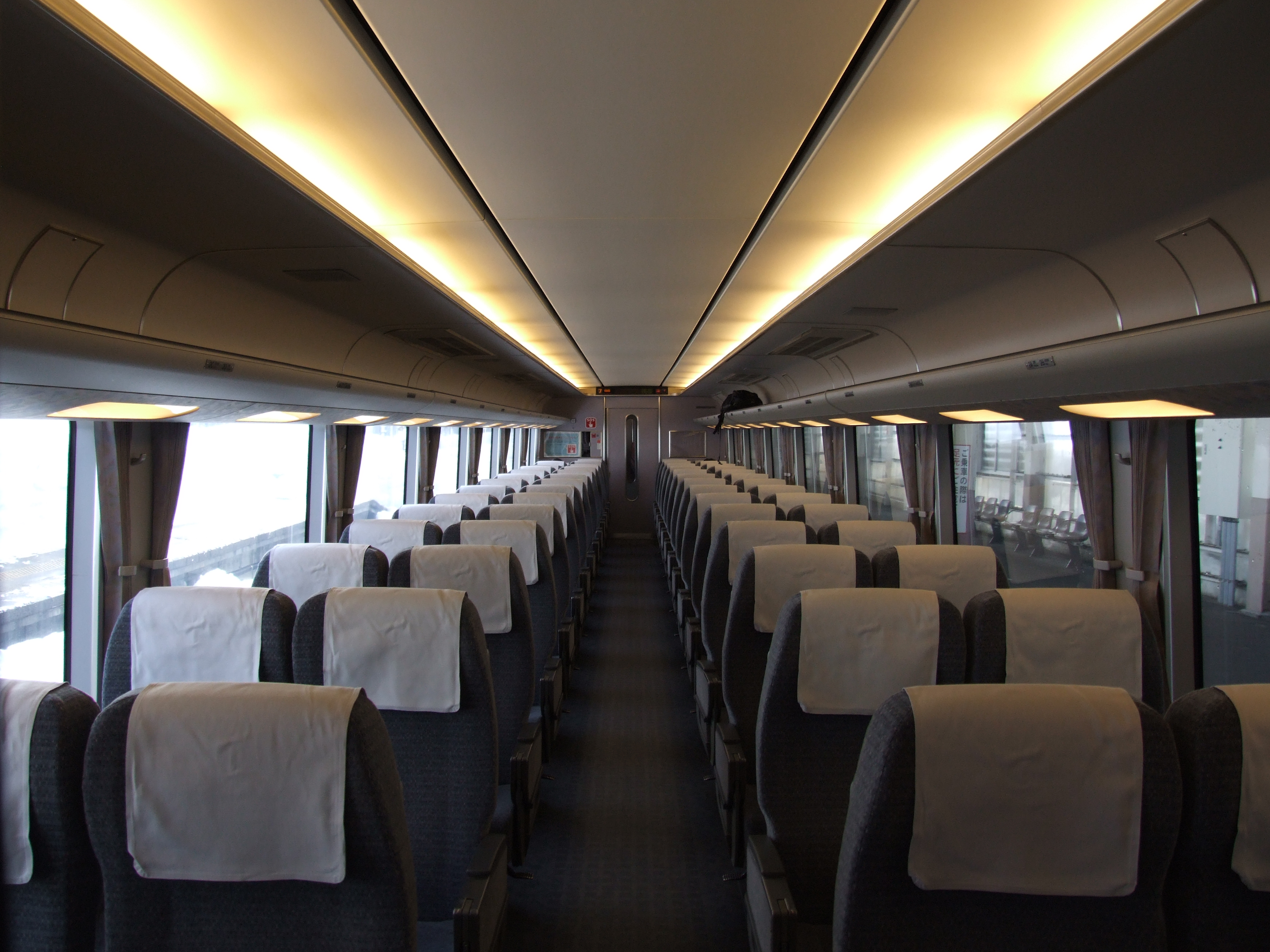
0번대의 보통차 내부(홀수호차)
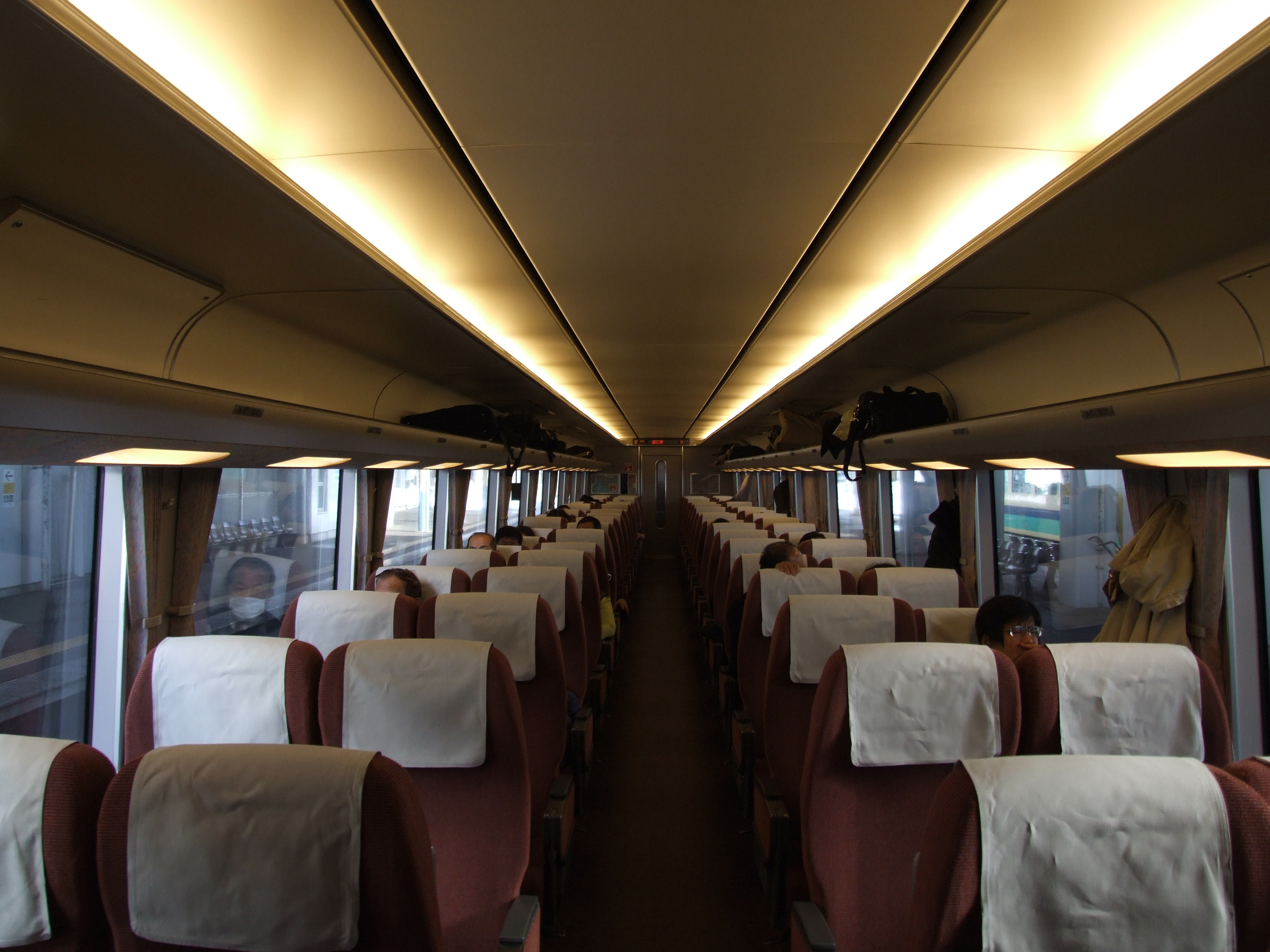
0번대의 보통차 내부(짝수호차)
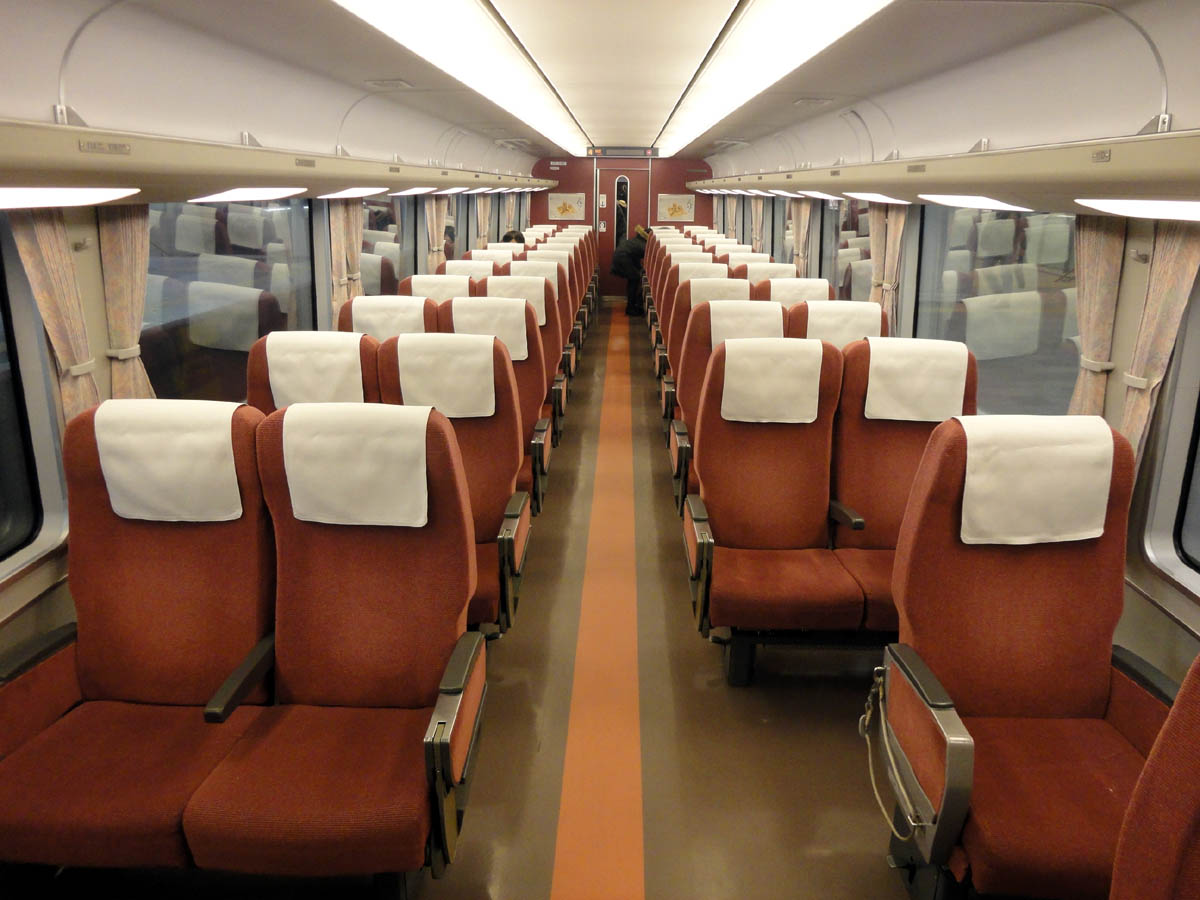
1000번대의 보통차 내부

## 형식
쿠모하 681형(Mc)
보통석을 갖춘 관통형 제어 전동차. 사하 680형과 유닛을 짜서 사용된다. 에치고유자와·와쿠라 온천 방면 운전대, 휠체어 대응 설비를 갖추고 VVVF인버터, 보조 전원 장치, 전동 공기 압축기 등이 탑재되고 있다.
모하 681형(M)
보통석을 갖춘 중간 전동차. 쿠하 680형·사하 680형과 유닛을 짜서 사용된다. VVVF인버터, 보조 전원 장치, 전동 공기 압축기 등이 탑재되고 있다.
쿠로 681형(Tsc)
그린석을 갖춘 비관통형 제어 부수차. 오사카 방면 운전대·화장실 세면소가 갖춰져 있다.
쿠하 681형(T'c)
보통석을 갖춘 비관통형 제어 부수차. 에치고유자와·와쿠라 온천 방면 운전대·화장실과 휠체어 대응 설비가 갖춰져 있다.
쿠하 680형(Tpc)
보통석을 갖춘 관통형 제어 부수차. 쿠모하 681형· 모하 681형과 유닛을 짜서 사용된다. 오사카 방면 운전대·화장실 세면장을 갖추고, 주변압기·주정류기·집전 장치 등이 탑재되고 있다.
사하 681형(T)
보통석을 갖춘 중간 부수차. 화장실 세면소·차내 판매 준비실, 휠체어 대응 설비·다목적실·자판기·업무용실 차장실이 설치되어 있다.
사하 680형(Tp)
보통석을 갖춘 중간 부수차. 쿠모하(681형· 모하 681형과 유닛을 짜서 사용된다. 화장실 세면소·공중 전화를 갖추고, 주변압기·주정류기·집전 장치 등이 탑재되고 있다.
| ← 오사카도야마・와쿠라 온천 → |                |                |                |                |                |                 |
| 1000번대                      | 쿠로 681 -1001 | 사하 680 -1101 | 모하 681 -1051 | 사하 680 -1301 | 모하 681 -1101 | 쿠하 681 -1501  |
| 1000번대                      | 쿠하 680 -1201 | 모하 681 -1301 | 쿠하 680 -1501 |                |                |                 |
| 0번대                         | 쿠로 681 -0    | 사하 680 -0    | 모하 681 -300  | 사하 681 -300  | 사하 680 -0    | 쿠모하 681 -500 |
| 0번대                         | 쿠로 681 -0    | 사하 680 -0    | 모하 681 -0    | 사하 681 -300  | 사하 680 -0    | 쿠모하 681 -500 |
| 0번대                         | 쿠하 680 -500  | 모하 681 -0    | 쿠하 681 -200  |                |                |                 |
| 0번대                         | 쿠하 680 -500  | 모하 681 -300  | 쿠하 681 -200  |                |                |                 |

| ← 에치고유자와・와쿠라 온센가나자와 → |                |                |                |                |                |                  |
| 2000번대                              | 쿠하 680 -2500 | 모하 681 -2000 | 쿠하 681 -2000 |                |                |                  |
| 2000번대                              | 쿠로 681 -2000 | 사하 680 -2000 | 모하 681 -2200 | 사하 681 -2200 | 사하 680 -2000 | 쿠모하 681 -2500 |

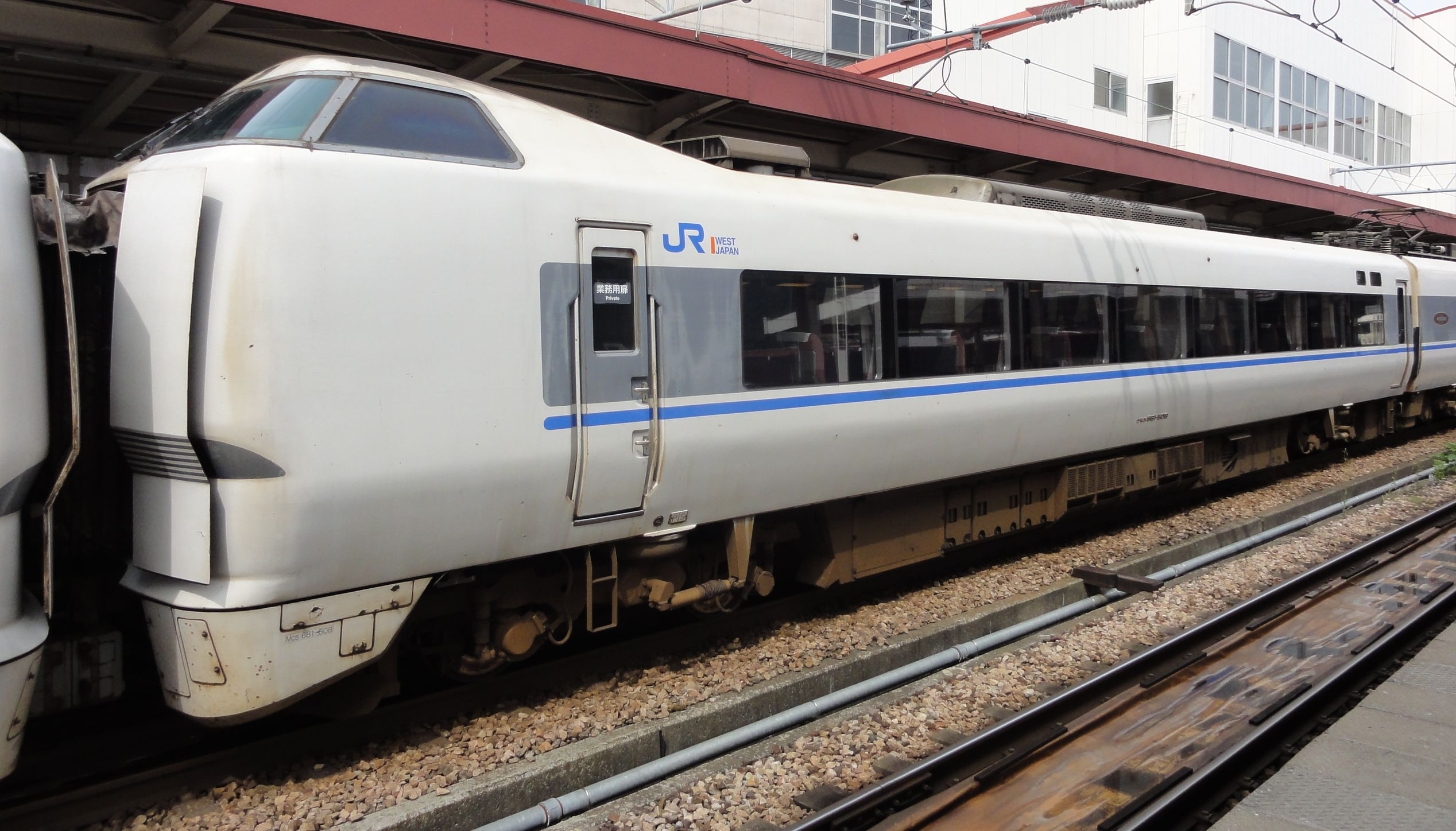
쿠모하 681형(쿠모하 681-508)
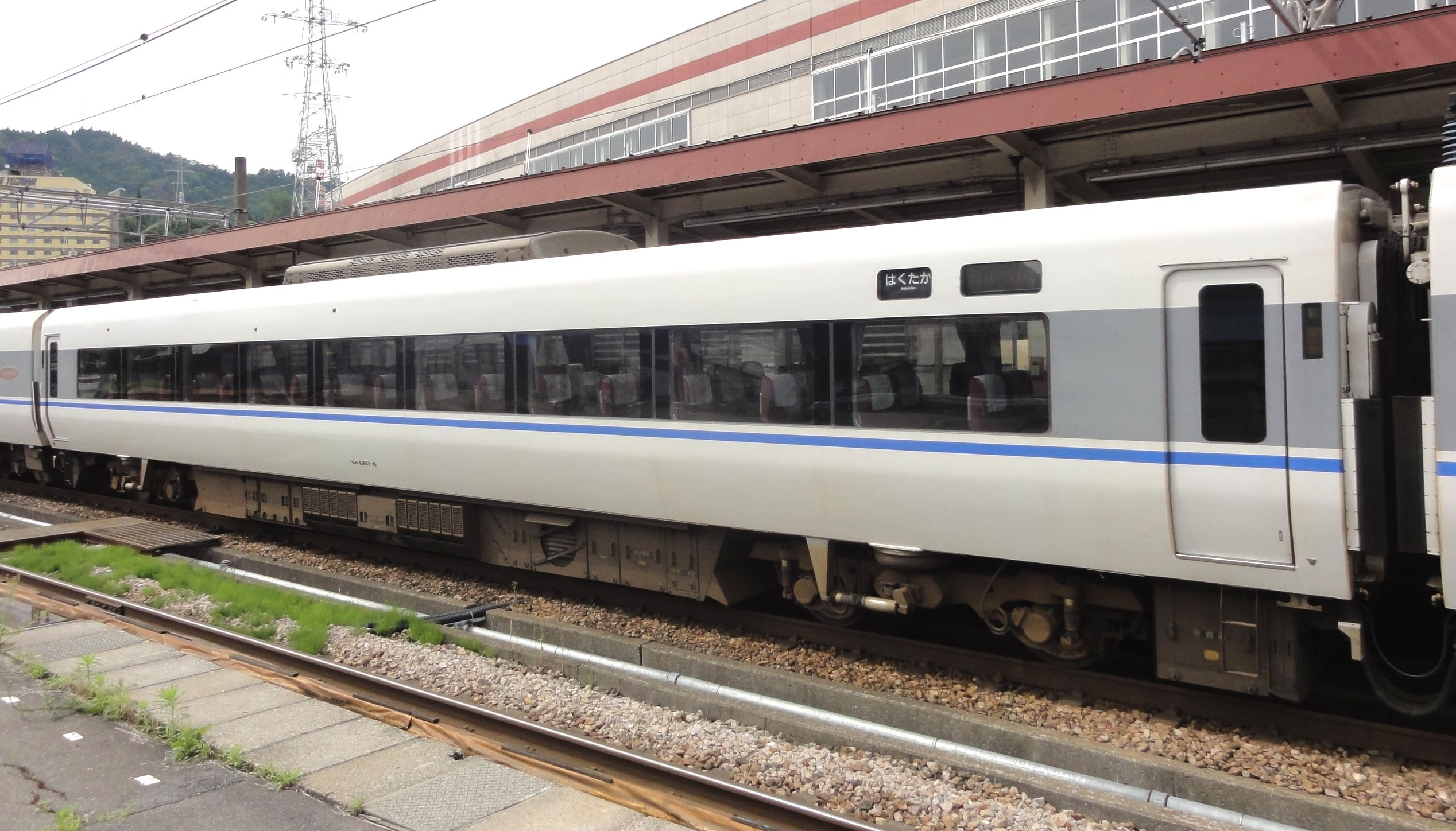
모하 681형(모하681-4)
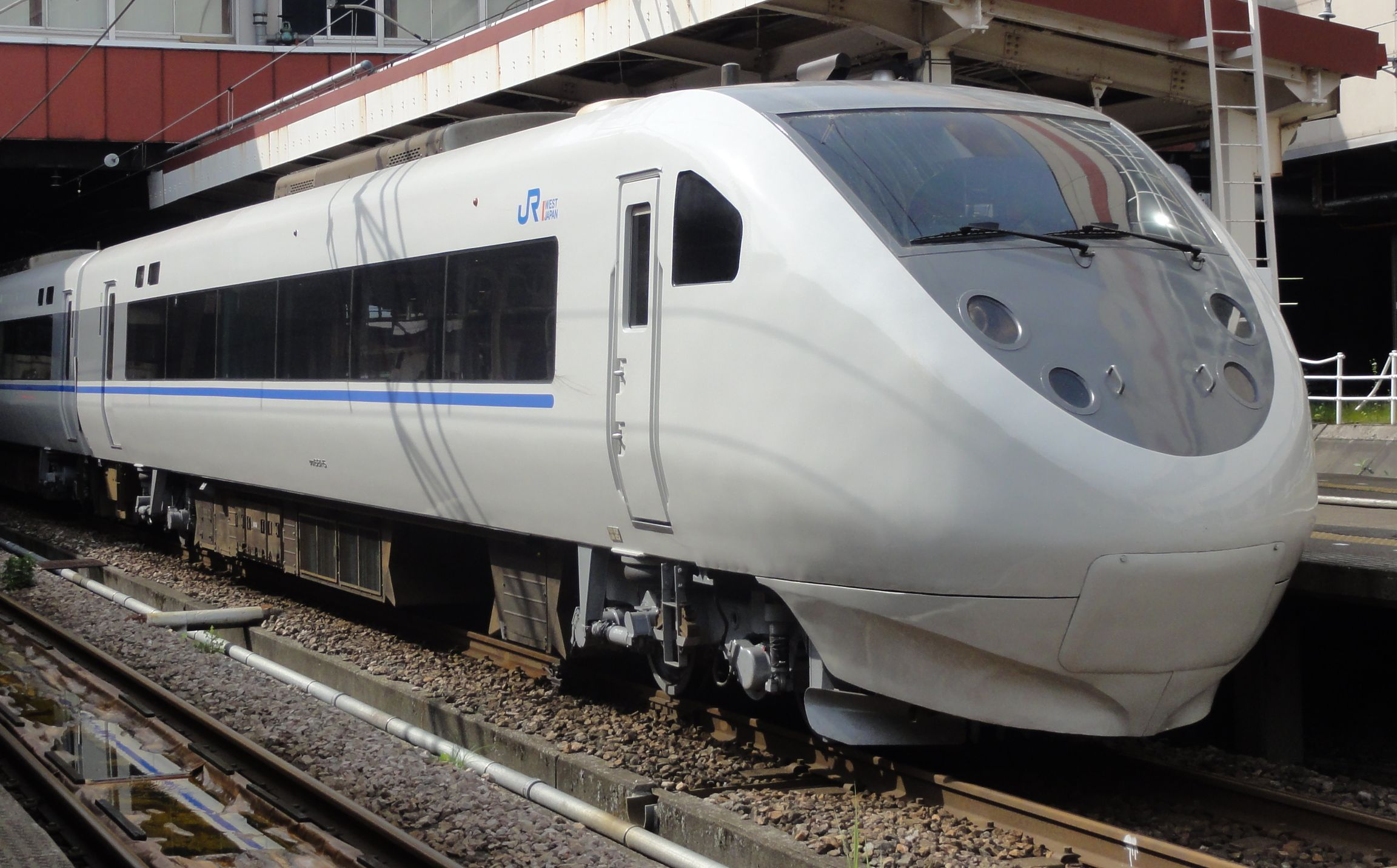
쿠로 681형(쿠로 681-5)
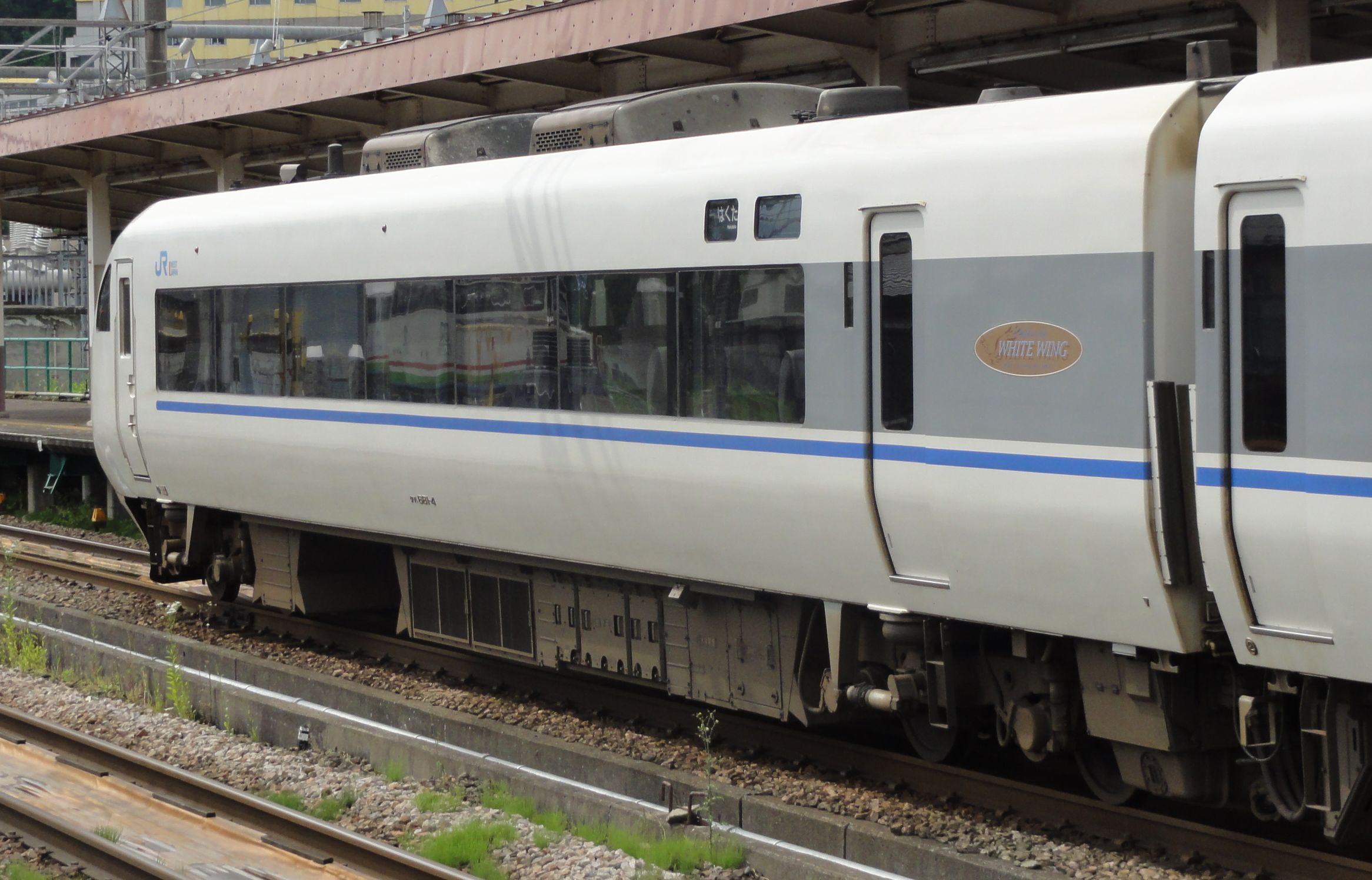
쿠하 681형(쿠하 681-4)
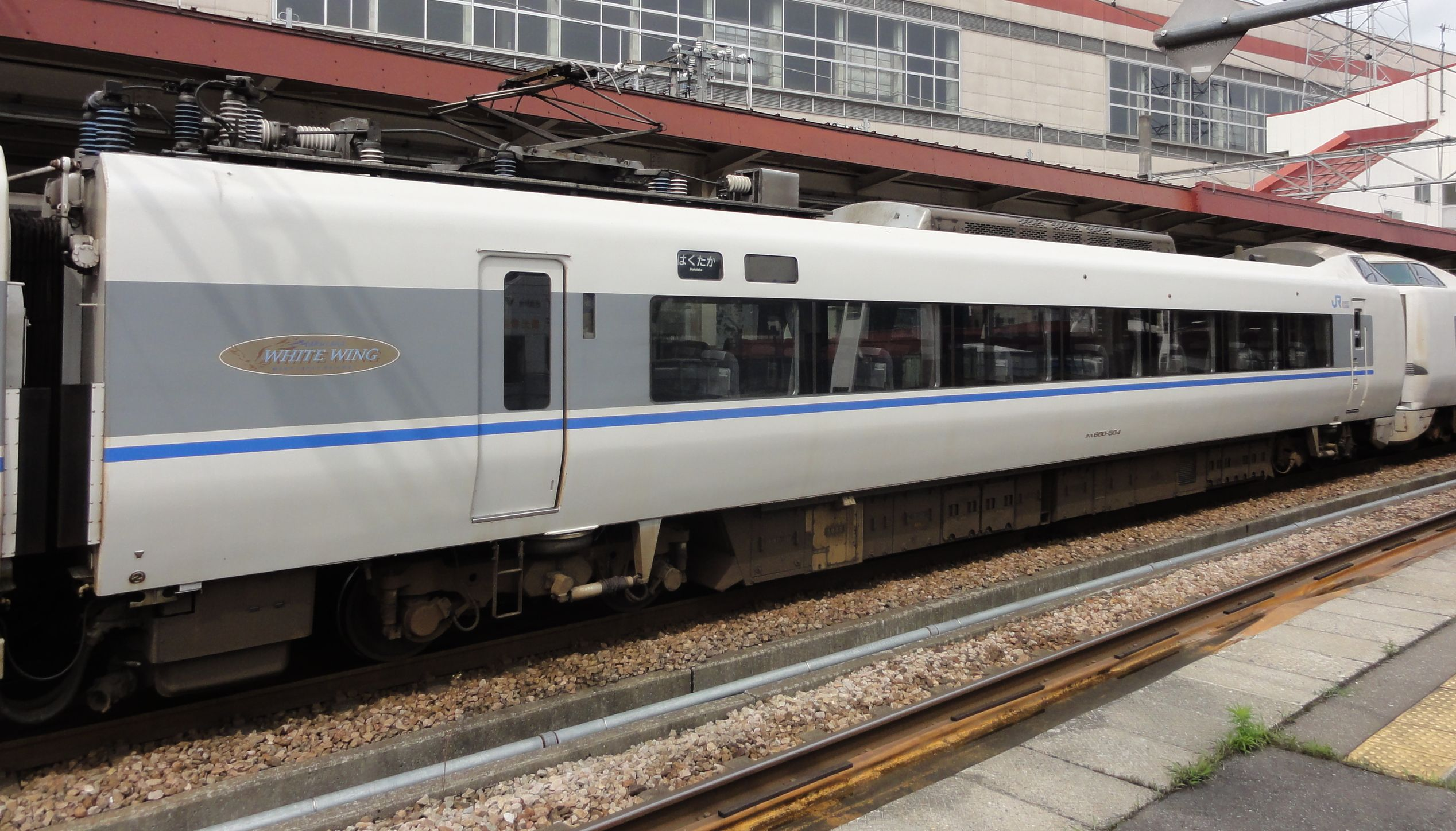
쿠하 680형(쿠하 680-504)
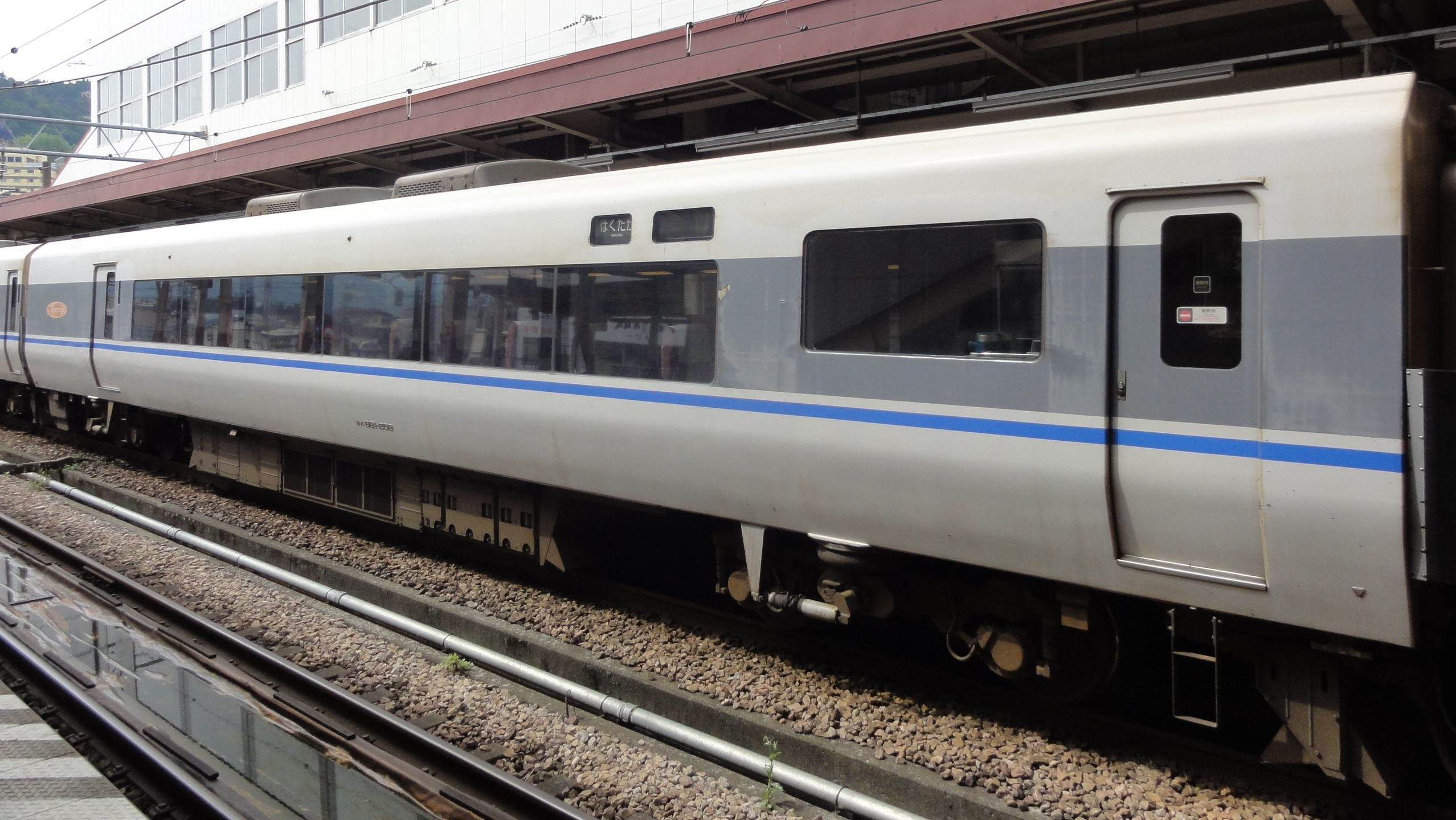
사하 681형(사하 681-208)
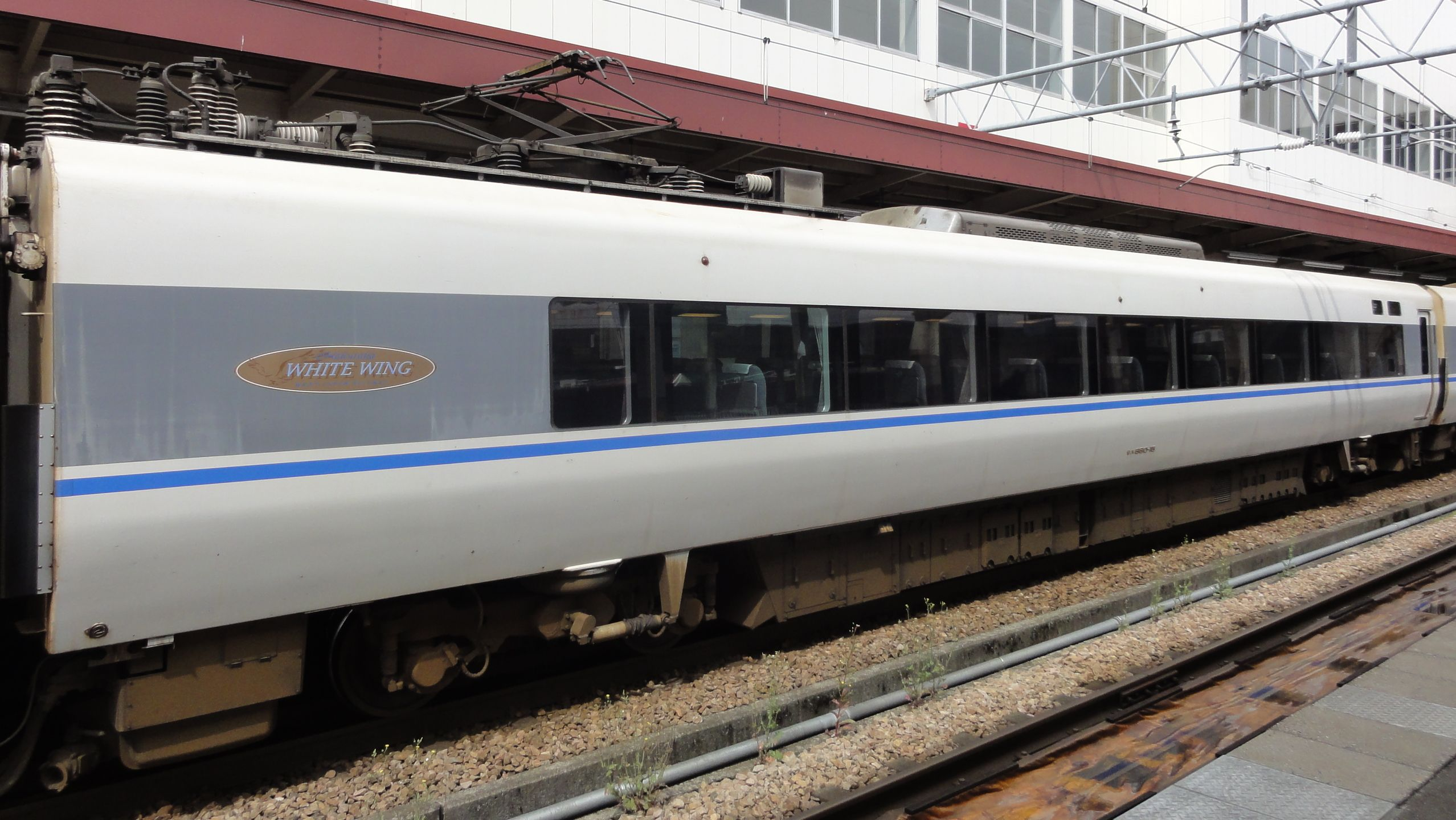
사하 680형(사하 680-5)

### 개조

#### 양산 선행 시작차의 양산화 통일 공사
1000번대는 등장 당초 쿠로 681형을 도야마 방면에 연결하고 있었지만, 편성의 방향을 후속의 0번대와 통일시키기 위해 다카토리 공장·스이타 공장·마토 공장에서 개조 공사를 시공하게 되었다. 하지만 개조 공사 중의 1995년 1월 17일 효고 현 남부 지진(한신·아와지 대지진)으로 3량이 재해를 입었다.
같은 해 3월부터 다시 공사를 시공했지만 지진으로 다카토리 공장 사무실이 무너져 개조 도면이 유실되었기 때문에 설계 담당자가 현장 작업자와 같이 개조를 진행하게 되었다. 또한 전동차의 주전동기가 기기 관리고 내 선반에서 낙하하여 양산차의 예비 주전동기를 제어기의 프로그램을 개수하고 사용하게 되었다. 공사 내역을 아래에 나타낸다.
- 쿠로 681-1(전 9호차)는 출입구를 이전의 상부, 연결면 측에 세면소·양식 화장실을 추가해 쿠로 681-1001로서 오사카 방면(1호차)으로 방향 전환.
- 모하 681-201(전 7호차)은 방향 전환 후, 모하 681-1201로 연결 위치를 3호차로 변경.
- 쿠하 680-1(전 1호차)는 출입구를 이전의 위, 연결면 측에 세면소·소변기·양식 화장실·자동 판매기를 추가하여 쿠하 680-1001로 도야마 방면(9호차)으로 방향 전환.
- 사하 680-101(전 8호차), 사하 680-201(전 6호차), 모하 681-101(전 2호차), 사하 681-101(전 4 차), 사하 680-1(전 3호차)및 모하 681-1(전 5호차)은 연결 위치를 2호차(사하 680-1101), 4호차(사하 680-1201), 5호차(모하 681-1101), 6호차(사하 681-1101), 7호차(사하 680-1001), 8호차( 모하 681-1001)로 변경.

개조와 동시에 1000번대로 차량 번호를 변경했다. 도색은 0번대와 동일한 것으로 변경되어 'Super Raicho THUNDERBIRD'의 로고 스티커가 붙었다. 그 후 9량 고정 편성으로 일부 '슈퍼 뇌조(선더버드)'(후에 '선더버드'로 통일)로 한정 운용되고 있었다.
2001년 9월에는 9량 고정 편성부터 양산차와 동일한 기본 편성 6량과 부속 편성 3량으로 하기 위해 6호차와 7호차의 부수차(사하)를 제어차(쿠하)로 개조했으며, 일부 차량은 차량 번호를 변경했다.
0번대와의 차이는 비관통 선두차의 운전대 측창 형상이 0번대가 대형인 반면 1000번대는 삼각형인 점이다.

#### 차내 설비 통일 공사
2002년 12월부터 2004년 7월까지 당시 가나자와 종합 차량소에 소속되어 있었던 '선더버드'용 차량 39량(T01 - T03, T06·T11 - T13·T15·T17편성)에 대해 683계와 차내 설비 통일을 도모할 목적으로 개조가 시공되었다.
- 3호차와 8호차 교체(좌석 모켓의 색도 변경) - 처음에는 3호차 도야마·와쿠라 온센 측과 4호차 오사카 측에 출입문이 없었다.
  - 3호차를 8호차로 조성 위치를 변경하는 동시에 차장실을 철거하고 자동 판매기와 좌석을 1줄 증설.
- 4호차 매점(작은 카페)을 철거하고 자동 판매기·차내 판매 준비실을 설치, 차장실을 3호차에서 이동.
- 9호차의 배리어 프리 대응화 - 승객용 출입문을 광폭화, 휠체어 대응 화장실 설치로 좌석을 2석 분 철거하는 등의 휠체어 대응화.
- 그린차의 액정 TV를 철거.

이 개조에 의해 새로 아래의 번대 차량이 발생했다.
모하 681형 300번대(M)
쿠하 680형 혹은 사하 680형과 짝을 이뤄 사용되고 있다. 해당 차량은 모하 681형 0.200번대에서 차장실을 철거하고 자동 판매기와 좌석이 1줄 증설되었다.
- 모하 681-201-203·206·7→ 모하 681-301-303·306·307

쿠하 681형 200번대(Tc)
기존 차량은 쿠하 681형 0번대에서 휠체어 대응 설비·휠체어 대응 화장실이 설치되었다.
- 쿠하 681-1-3·5·7→ 쿠하 681-201-203·205·207

사하 681형 300번대(T)
기존 차량은 사하 681형 200번대에서 매점을 철거하고 자동 판매기·차내 판매 준비실·차장실이 설치되었다.
- 사하 681-201-203.206 → 사하 681-301-303.306

| 개조 이전 | 쿠로 681 -0 | 사하 680 -0 | 모하 681 -200 | 사하 681 -200 | 사하 680 -0 | 쿠모하 681 -500 |
| 개조 이후 | 쿠로 681 -0 | 사하 680 -0 | 모하 681 -300 | 사하 681 -300 | 사하 680 -0 | 쿠모하 681 -500 |
| 개조 이후 | 쿠로 681 -0 | 사하 680 -0 | 모하 681 -0   | 사하 681 -300 | 사하 680 -0 | 쿠모하 681 -500 |

| 개조 이전 | 쿠하 680 -500 | 모하 681 -0   | 쿠하 681 -0   |
| 개조 이후 | 쿠하 680 -500 | 모하 681 -0   | 쿠하 681 -200 |
| 개조 이후 | 쿠하 680 -500 | 모하 681 -300 | 쿠하 681 -200 |

- T06·T17편성은 나중에 '하쿠타카'에 전용되었다. 그래서 이 편성에서 전용된 현 W05·W15편성은 다른 '하쿠타카'용 W편성과 장비들이 일부 다르다.

## 번대 구분별 설명

### 1000번대

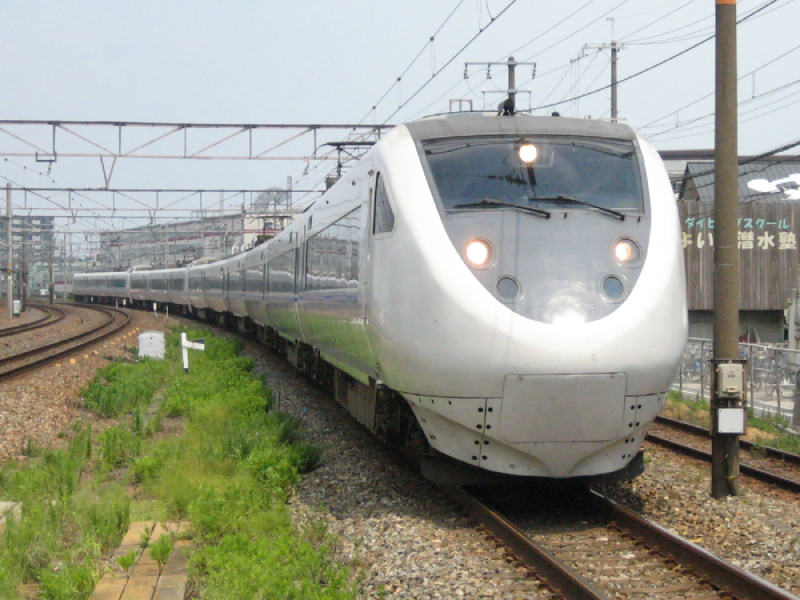
1000번대
(2006년 8월 11일 기시베 역)

1992년 7월에 등장하고 같은 해 12월부터 '라이쵸' 임시 열차로 영업 운행을 개시한 양산 선행 시작차이다. 영업 개시 당시는 '뉴 라이쵸'라는 차량 애칭이었다.
2006년 시점에서의 내부는 바닥재나 좌석 모켓의 형상, 칸막이 벽의 색, 차내 안내 표시 장치가 683계와 공통이다. 차내 방송의 벨은 양산차와 다른 톤이다.
후술하는 것처럼 683계 4000번대의 투입으로 운용에 여유가 생긴 탓에 옛 T07편성이었던 6량 편성 1편성, 옛 T18편성이었던 3량 편성 1편성을 2011년 3월 12일 가나자와 종합 차량소에서 교토 종합운전소(현:스이타 종합차량소 교토 지소)에 전속시키고 있다(T07편성 → W01편성, T18편성 → V01편성).

### 0번대

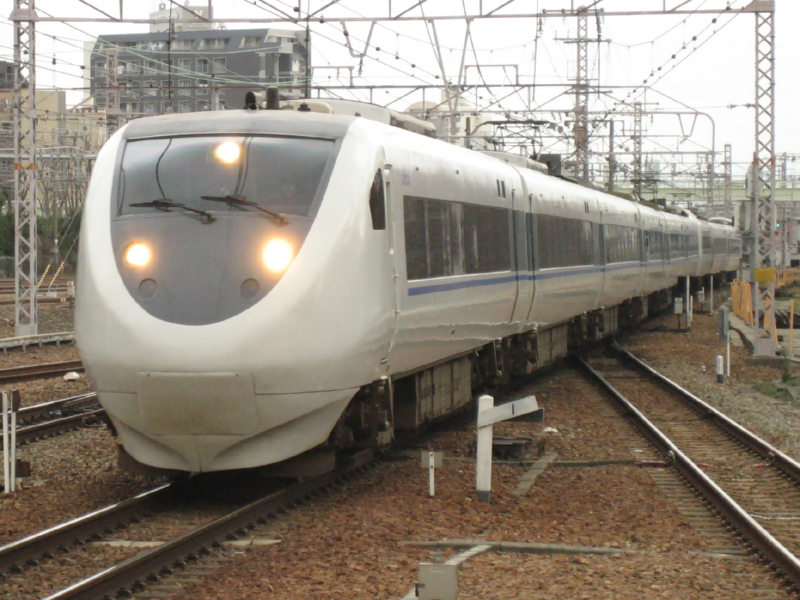
T편성으로 운용되는 '선더버드'

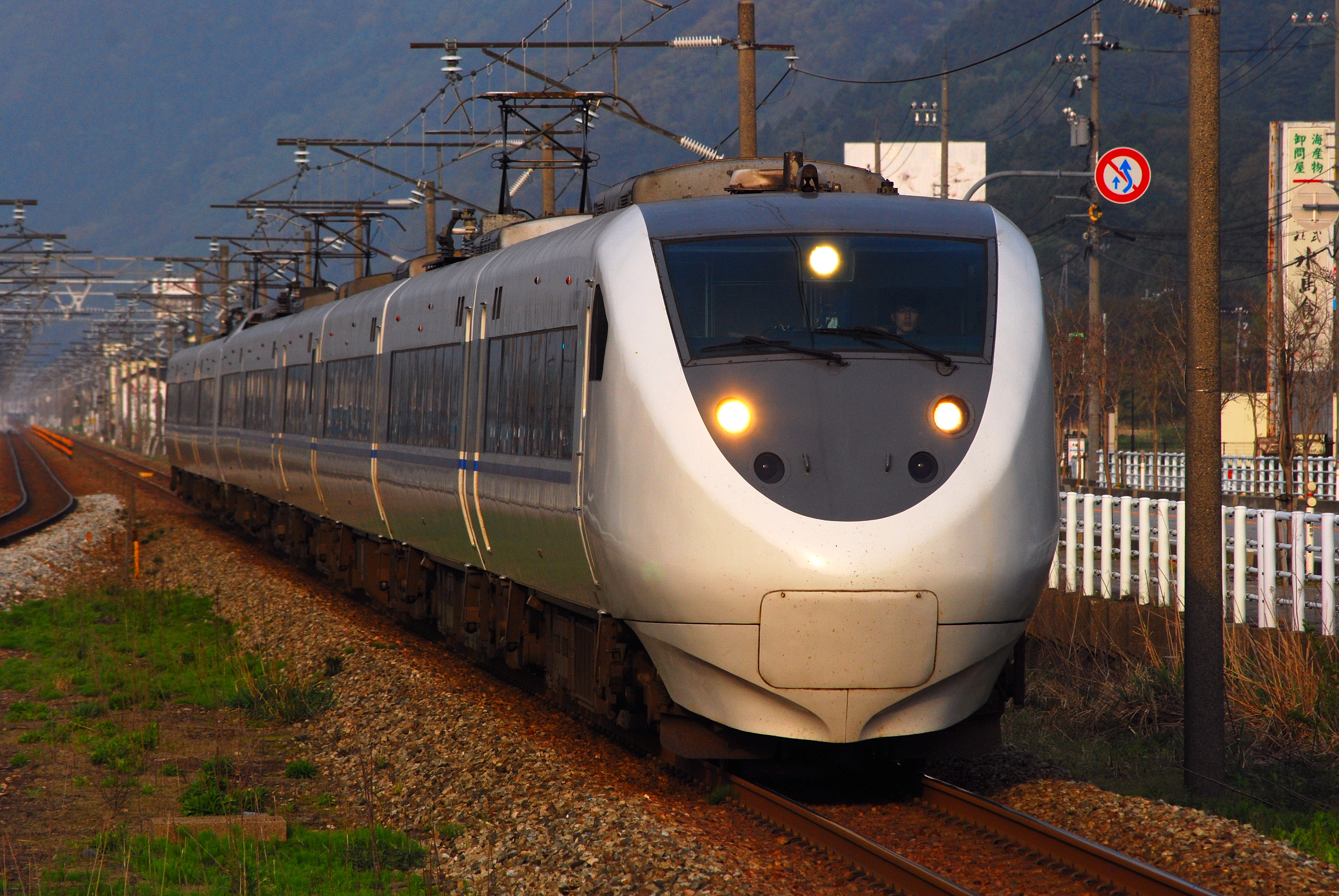
W편성으로 운용되는 '하쿠타카'

양산차는 1995년 2월에 등장하고 같은해 4월부터 영업 운행을 개시했다. 차체색은 ■그레이, ■블루 □ 화이트. '하쿠타카'에서는 호쿠에쓰 급행 호쿠호쿠 선 내에서 최고 속도 160km/h 운행을 실시하고 있다.
1995년 4월 20일부터 '슈퍼 라이쵸(선더버드)'의 운행을 개시하기 위해 1995년 2월부터 3월에 걸쳐 기본 편성 6개(T01 - T06편성), 부속 편성 7개(T11 - T17편성)의 합계 57량이 완성되었다. 게다가 1997년 3월 22일부터 '하쿠타카' 운행을 개시하기 위해 1997년 2월부터 3월에 걸쳐 기본 편성 2개(W01·W02편성), 부속 편성 2개(W11·W12편성)의 합계 18량이 완성되었다.
'선더버드'용 T편성에는 'THUNDERBIRD'(2001년까지는 'Super Raicho THUNDERBIRD'), '하쿠타카'용 W편성에는 'Hakutaka WHITE WING'의 로고 스티커가 붙여져 있다.
그 뒤 2001년 12월부터 2002년 2월에 걸쳐 '선더버드'용으로 683계가 증비되었다. 그로 인해 여유가 생긴 18량(T04·T05편성 → W03, W04편성, T14·T16편성 → W13, W14편성)을 '하쿠타카'에 전용하면서 이 열차로 운용되고 있던 가나자와 종합 차량소의 485계가 대체되었으며, 2002년 3월 이후 JR 서일본이 담당하는 '하쿠타카' 운용은 681계로 통일되었다.
683계 4000번대의 투입으로 운용에 여유가 생긴 탓에 2009년 6월에는 9량(T06·T17편성 → W05·W15편성)이 '하쿠타카'로 전용되었으며, 같은 해 7월부터 2011년 3월까지 27량(T01-T03편성 → W11-W13편성, T15·T12·T13편성 → V11-V13편성)을 교토 종합 운전소로 전출시키고 있다.
'하쿠타카'전용을 앞두고 호쿠호쿠 선내에서 단선 터널을 고속으로 통과할 때 발생하는 이른바 '이명 현상'을 방지하기 위해 기밀성을 높이는 공사가 시공되고 있다.

### 2000번대
호쿠에쓰 급행이 '하쿠타카'의 전용 차량으로 소유하는 차량으로 1996년에 제조되었다. 차체 설비 및 편성은 0번대 '하쿠타카'용 W편성에 준거하고 있지만 호쿠에쓰 급행의 독자성을 표하기 위해서 차체 도장은 변경되어 ■크림슨과 ■아쿠아 블루와 □ 화이트로 Snow Rabbit Express의 로고 스티커가 붙어 있다.
제조는 N01편성이 가와사키 중공업, N02편성이 니가타 철공소, N11과 N12는 긴키 차량이 담당했다.

## 차량배치와 운용구간
2012년 4월 1일 차량 배치와 운용 구간 및 운용 추이를 아래에 나타낸다.

### JR 서일본

#### 가나자와 종합차량소
0번대 3량 6개 편성(T11편성, W11 - W15편성), 0번대 6량 5개 편성(W01 - W05편성)의 합계 48량이 배치되어 있다. T11편성은 '선더버드'용 681계에서 유일하게 가나자와 종합차량소 소속 편성이다.
T11편성은 683계 R편성(R10 - R13편성)과 공용으로 특급 '선더버드'(오사카 역 ~ 도야마 역·우오즈 역간)의 증결용 편성 등으로 운용되고 있다.
W편성은 호쿠에쓰 급행이 소유하는 2000번대(후에 서술)나 683계 8000번대와 공통으로 '하쿠타카' '오하요 익스프레스'(가나자와 역 - 도마리역간)에서 운용되고 있다.
추이
1992년 7월 28일에 완성된 선행 양산차는 가나자와 운전소에 신제 배치되었다. 시험 주행 후, 같은해 12월 26일 임시 '라이쵸' 85.90호부터 운용을 개시했다.
1995년 4월 20일 다이어 개정에 맞춰 양산차가 완성되었다. 선행 양산차를 포함해 '슈퍼 라이쵸(선더버드)' 8왕복으로 충당되어 구간 130km/h 운행의 실시에 의해 최단 소요시간 단축을 도모했다.
1997년 3월 8일 다이어 개정에서는 열차 명칭을 '선더버드'로 개칭했다. 운행 횟수는 8왕복으로 현상 유지이다. 또한 호쿠에쓰 급행 호쿠호쿠선 경유에서 특급 '하쿠타카'가 운행을 시작하고 같은 열차의 2왕복으로 충당되는 18량(6량 편성 2개, 3량 편성 2개)이 신제 배치되었으며 이달 22일자의 조성 개정에 의해 가나자와 운전소는 맛토 공장과 통합 후, 가나자와 종합차량소 두곳이 되었다.
2001년 3월 3일 다이어 개정에서는 '슈퍼 라이쵸' 폐지후 '선더버드'의 증편(15왕복)이 실시되었다. '선더버드'용 683계 36량(6량 편성 4개, 3량 편성 4개)이 신제 투입되어 도야마·와쿠라 온천 발착 열차 모두 '선더버드'가 되었다.
2002년 3월 22일 다이어 개정에서는 JR 서일본 소유 485계에 의한 정기 '하쿠타카' 운용을 681계로의 교체 때문에 '선더버드'용으로 683계 18량(6량 편성 2개, 3량 편성 2개)이 신제 투입되었다. 그리고 같은 수의 681계가 '하쿠타카'로 전용되었다.
2009년 2월부터 '선더버드'용으로 683계 4000번대가 108량(9량 편성 12개)신제 배치되었다. 이에 따라 9량(6량 편성 1개, 3량 편성 1개)이 '하쿠타카' 증편용으로 전용, 선행 양산차를 포함 36량(6량 편성 4개, 3량 편성 4개)이 683계 54량과 함께 485계 '라이쵸' 대체용으로 교토 종합운전소에 전속했다.

#### 스이타 종합차량소 교토지소
2012년 6월 1일 조직 개정에 따라 교토 종합 운전소에서 개칭하였다.
0번대 3량 편성 3개(V11 - V13편성), 0번대 6량 편성 3개(W11 - W13편성), 1000번대 3량 편성 1개(V01편성), 1000번대 6량 편성 1개(W01편성)의 합계 36량이 배치되어 있다.
같은 소속 683계와 공통 운용으로 특급 '선더버드' 8왕복(오사카 역 - 가나자와 역·와쿠라 온천 역 간)과 '비와코 익스프레스'(오사카 역 ~ 마이바라역 간), '오하요 익스프레스·오야스미 익스프레스'(전자는 후쿠이 역 → 도야마 역 간, 후자는 가나자와 역 → 후쿠이 역 간)에서 운용되고 있다.
추이
가나자와 종합 차량소에 683계 4000번대가 신조 배치되어, 거기에서 밀려나는 형태로 2009년 10월 1일 9량이 전입했다. 485계 '라이쵸'의 교체 명목으로 2009년 10월 1일 다이어 개정으로 동시에 전입한 683계 0번대와 공통으로 '선더버드' 3왕복 운용을 개시했다.
683계 4000번대의 증비에 의한 가나자와로부터의 전입에 따라 순차적으로 운용을 확대하여 2010년 3월 13일 다이어 개정에서는 '선더버드' 7왕복으로 운용되었다. 2011년 3월 12일자로 전속한 차량을 가지고 가나자와에서 본 운전소로의 전입을 종료하고 이날 다이아 개정에서는 1왕복만 남은 '라이쵸'를 대체한 현재의 운용이다.

### 호쿠에쓰 급행

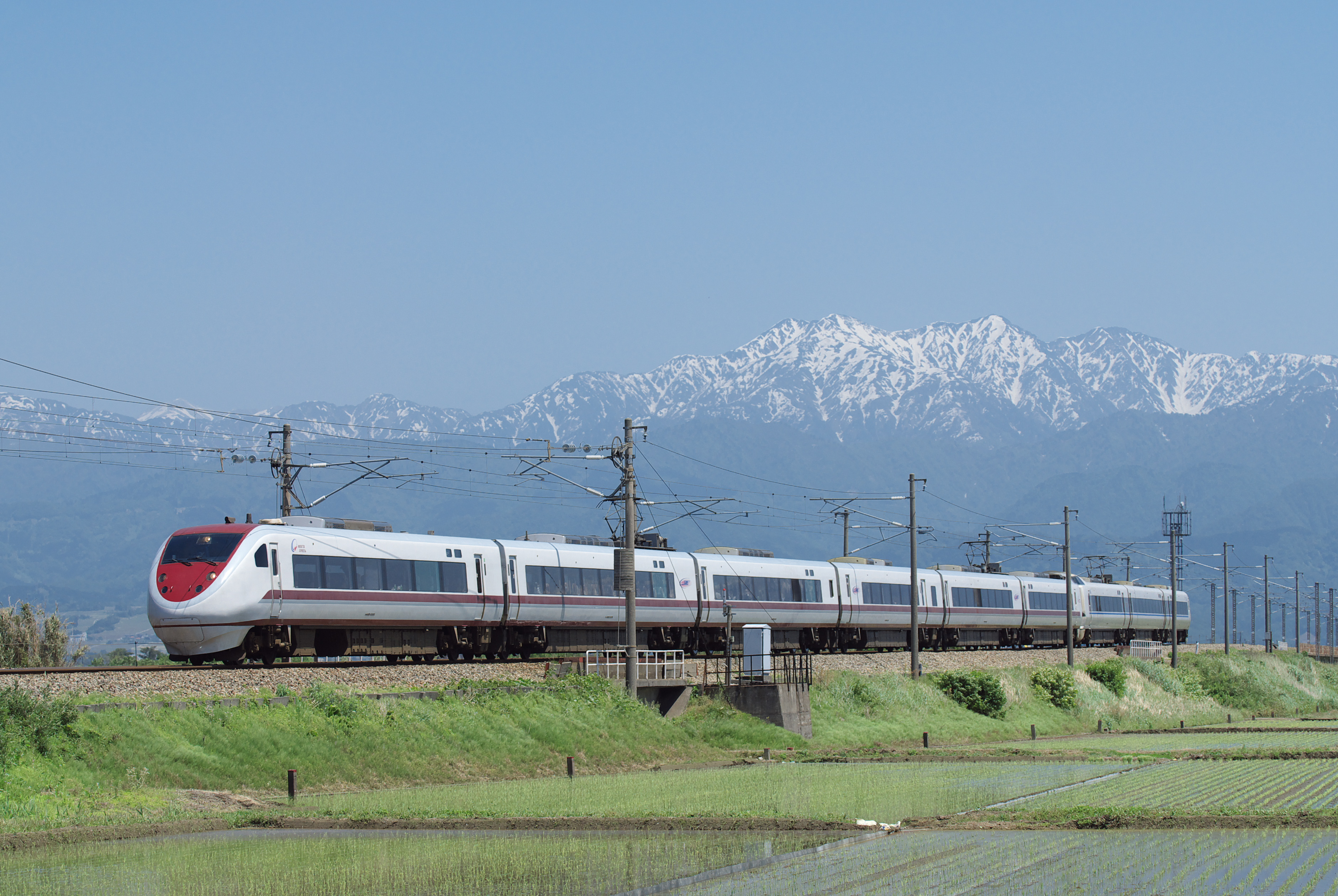
2000번대 기본 편성+0번대 부속 편성으로 운용되는 '하쿠타카'

2000번대 6량 편성 2개(N01·N02편성)와 3량 편성 2개(N11·N12편성)가 배치되어 있으나 차량의 관리는 JR 서일본에 위탁하고 있어 가나자와 종합차량소의 681계 '하쿠타카'용 편성과 공통 운용으로 특급 '하쿠타카' '오하요 익스프레스'(도마리역 - 가나자와역간)에서 운용되고 있다.
2005년 3월 1일의 다이아 개정에서는 681계와 683계 8000번대 편성과 완전히 공통 운용이 되는 바람에 사용 차량에 관한 문의가 많아 편성 운용 계획 목록이 호쿠에쓰 급행 공식 웹사이트에서 공개되고 있다.

## 임시운용
과거에 도야마 지방 철도선 직통 『선더버드 우나즈키·다테야마』로 이 회사의 본선 우나즈키 온천 역이나 다테야마 선 다테야마 역까지 연장 운행하고 있었다. 또한 겨울에는 『슈푸르』로 신에쓰 본선 나가노 역까지 연장 운행한 바 있다. 이 외에도 나가오카 축제 개최에 수반한 단체 임시 열차로 회송 열차인채 니가타 역까지 연장 운행하고 전화 후 오바마 선과 산인 본선, 시운전에서 기타긴키 탱고 철도 미야후쿠선에도 진입한 적이 있다.